# Madre Armenia
Madre Armenia (in armeno Մայր Հայաստան?, Mayr Hayastan) è la personificazione nazionale dell'Armenia. La sua rappresentazione visiva più famosa è una monumentale statua sita nel Parco della Vittoria, a Erevan, la capitale armena, dove sovrasta l'intera città.

## La statua di Madre Armenia a Erevan

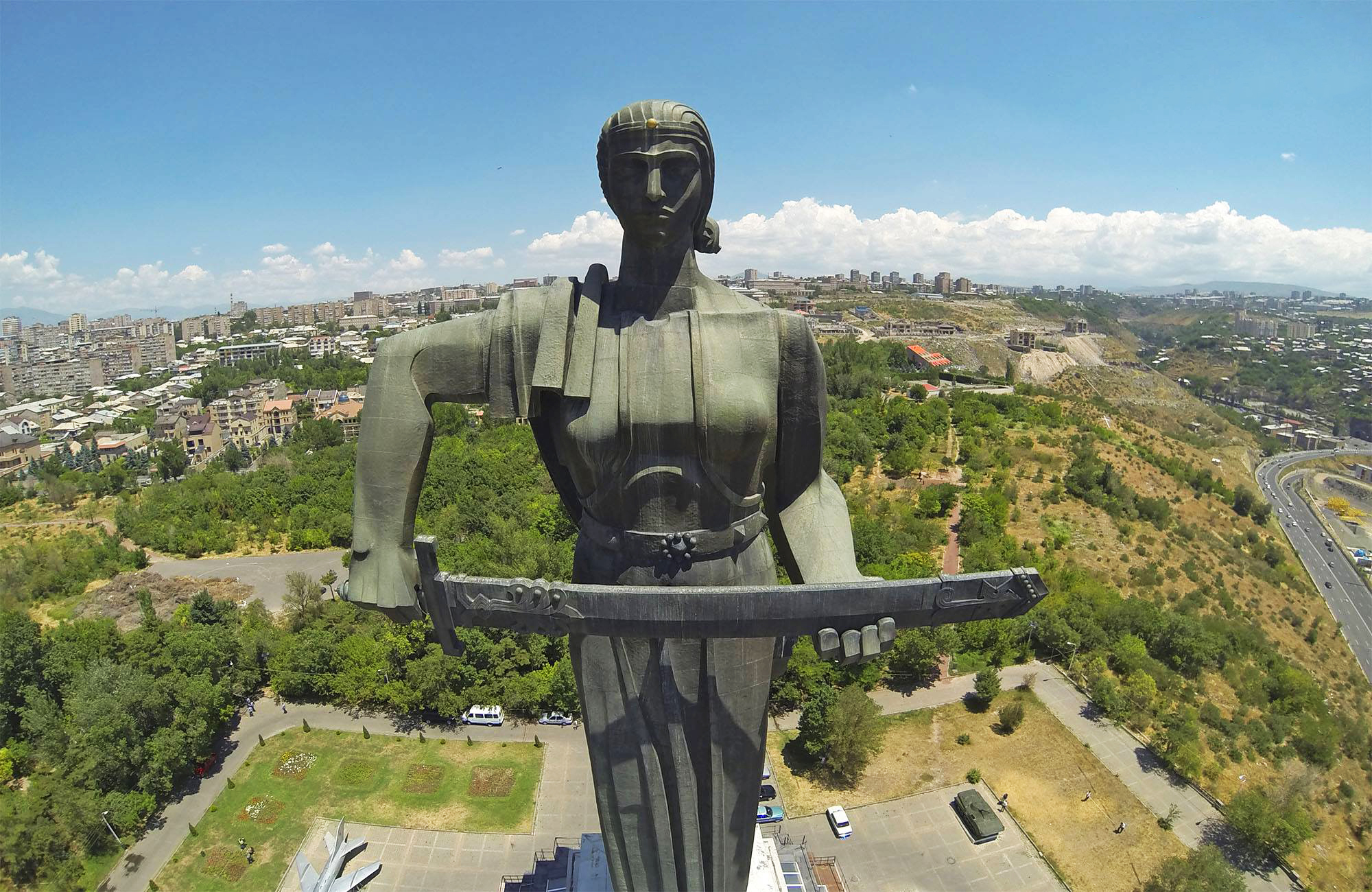
Vista aerea.

La statua attualmente presente nel sopraccitato parco ha sostituito una precedente statua altrettanto monumentale raffigurante Iosif Stalin, eretta come memoriale della vittoria della seconda guerra mondiale. Durante il governo di Stalin sull'Unione Sovietica, Grigor Harutyunyan, il primo segretario del comitato centrale del Partito Comunista Armeno e i membri del governo supervisionarono la costruzione del monumento, che fu completato e svelato al pubblico il 29 novembre 1950. La statua, considerata un capolavoro, era stata scolpita da Sergej Dmitrievič Merkurov mentre il basamento era stato progettato dall'architetto Rafayel Israyelian. Rendendosi conto del fatto che occupare un piedistallo è un onore di breve durata, Israyelian progettò il basamento in modo che ricordasse una basilica armena a tre navate, come ebbe modo di dire molti anni dopo, infatti: "Sapendo che la gloria dei dittatori è solo temporanea, ho costruito una semplice basilica armena a tre navate". A differenza delle forme ad angolo eretto presenti all'esterno, l'interno del basamento è molto più piacevole e luminoso e ricorda la chiesa di Santa Ripsima, una chiesa del settimo secolo situata a Echmiadzin.
Nella primavera del 1962, non senza disordini, la statua di Stalin fu rimossa e, nel 1967, al suo posto fu messa statua di Madre Armenia realizzata da Ara Harutyunyan.
La statua di "Madre Armenia", realizzata in rame battuto, ha un'altezza di 22 metri, e fa sì che l'intero monumento raggiunga i 51 metri di altezza, incluso il piedistallo, quest'ultimo realizzato in basalto.

## Simbolismo
La statua di Madre Armenia simboleggia la pace raggiunta attraverso la forza. Essa vuole ricordare ai suoi visitatori alcune delle figure femminili più prominenti della storia Armena, come Sose Mayrig ed altre, che presero le armi per aiutare i propri mariti negli scontri con le truppe turche e curde. Essa vuole inoltre simboleggiare l'importante ruolo e valore attribuito alle figure femminili più anziane nelle famiglie armene.
La sua ubicazione, ossia una collina sovrastante l'intera città di Erevan, le vuole rendere il ruolo di guardiano della capitale armena. Ogni anno, il 9 maggio, migliaia di armeni visitano la statua deponendo fiori ai piedi del monumento in memoria dei martiri armeni morti nella seconda guerra mondiale. Il piedistallo ospita infatti al suo interno un museo militare gestito dal ministero della difesa armeno, che, mentre prima era completamente dedicato alla seconda guerra mondiale, oggi è stato destinato a ospitare per larga parte cimeli e materiale relativi alla prima guerra del Nagorno Karabakh, combattuta dal 1988 al 1994. Ai piedi del monumento c'è poi un'esposizione di veicoli militari sovietici tra cui un BMP-1, un BTR-152, un BM-13 Katjuša e un missile antiaereo SA-2.